# Gare de Coutras
La gare de Coutras est une gare ferroviaire française des lignes de Paris-Austerlitz à Bordeaux-Saint-Jean et de Coutras à Tulle, située sur le territoire de la commune de Coutras, dans le département de la Gironde, en région Nouvelle-Aquitaine.
Elle est mise en service en 1852 par la Compagnie du chemin de fer de Paris à Orléans (PO).
C'est une gare de la Société nationale des chemins de fer français (SNCF), desservie par des trains TER.

## Situation ferroviaire
Établie à 14 mètres d'altitude, la gare de bifurcation de Coutras est située au point kilométrique (PK) 531,107 de la ligne de Paris-Austerlitz à Bordeaux-Saint-Jean, entre les gares des Églisottes et de Saint-Denis-de-Pile. Elle se trouve à l'origine de la ligne de Coutras à Tulle et au terminus, au PK 25,6 de l'ancienne ligne de Cavignac à Coutras (déclassée).
Elle est équipée de trois quais (dont deux centraux) : le quai 1 dispose d'une longueur utile de 436 m pour la voie « V2 » ; le premier quai central (quai 2) accueille d'un côté la voie 3 et de l'autre la voie « V1 », chaque côté disposant d'une longueur utile de 420 m ; le deuxième quai central (quai 3) accueille d'un côté la voie 5 (longueur utile de 268 m) et de l'autre la voie 7 (longueur utile de 280 m).

## Histoire
La station de Coutras est mise en service le 20 septembre 1852 par la Compagnie du chemin de fer de Paris à Orléans (PO), lorsqu'elle ouvre la section de Bordeaux à Angoulème. Elle devient une gare de bifurcation, lors de la mise en service, le 20 juillet 1857, du chemin de fer de Coutras à Périgueux par la Compagnie du PO qui a repris cette ligne dont le principal des travaux a été effectué par la Compagnie du chemin de fer Grand-Central de France avant sa faillite.
La gare ayant pris de l'importance, en 1861 la Compagnie (PO) remplace les bâtiments provisoires en construisant un nouveau bâtiment voyageurs à la place de l'ancien bâtiment utilisé pour les marchandises et une nouvelle halle aux marchandises. Le passage à niveau à l'entrée de la gare est supprimé, il est remplacé par un viaduc permettant le passage sous les rails.

## Fréquentation
De 2015 à 2023, selon les estimations de la SNCF, la fréquentation annuelle de la gare s'élève aux nombres indiqués dans le tableau ci-dessous.
| Année                      | 2015    | 2016    | 2017    | 2018    | 2019    | 2020    | 2021    | 2022    | 2023    |
| -------------------------- | ------- | ------- | ------- | ------- | ------- | ------- | ------- | ------- | ------- |
| Voyageurs                  | 346 268 | 338 156 | 349 278 | 338 056 | 376 331 | 273 994 | 346 821 | 425 844 | 428 616 |
| Voyageurs et non voyageurs | 432 835 | 422 696 | 436 598 | 422 570 | 470 413 | 342 492 | 433 527 | 532 305 | 535 771 |

## Service des voyageurs

### Accueil
Gare SNCF, elle dispose d'un bâtiment voyageurs, avec guichet, ouvert du lundi au samedi et fermé les dimanches et jours fériés. Elle est équipée d'automates pour l'achat de titres de transport. Un passage souterrain permet d'accéder depuis le quai 1 (latéral) au quai 2 (central) tandis qu'un passage planchéié en bout de quai permet de joindre le quai 2 et le quai 3 (central).

### Desserte
Coutras est desservie par des trains TER Nouvelle-Aquitaine, qui effectuent des missions entre Bordeaux-Saint-Jean et Périgueux ou Angoulême.

### Intermodalité
Un parc pour les vélos et un parking pour les véhicules y sont aménagés et la gare est reliée au réseau Calibus via la ligne 8 et la Coutradette.

## Galerie de photographies

Illustrations anciennes des abords de la gare
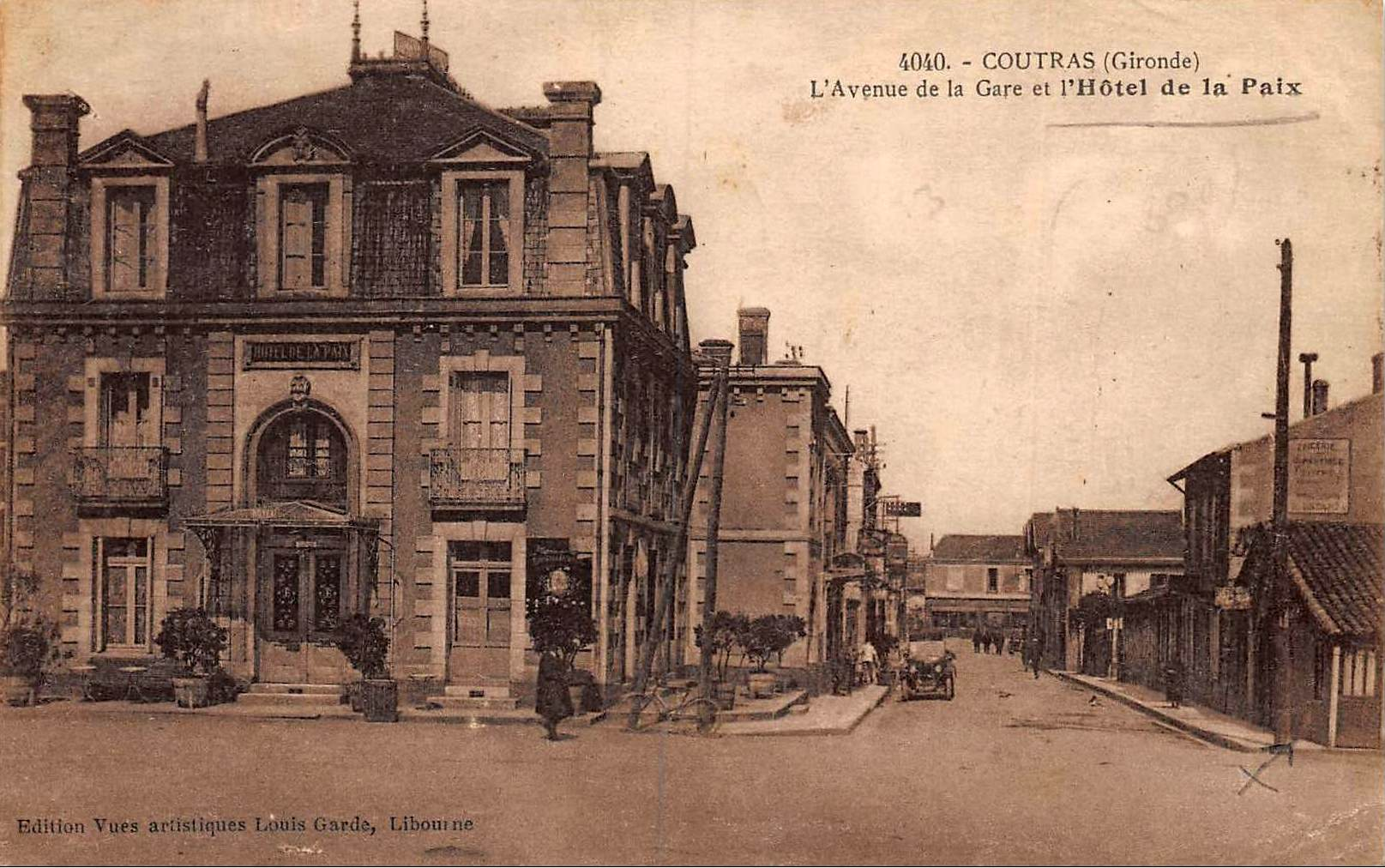
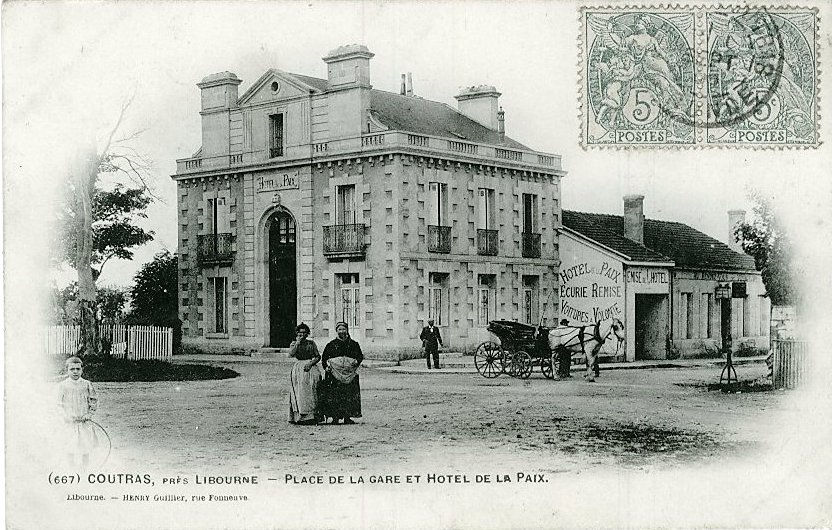
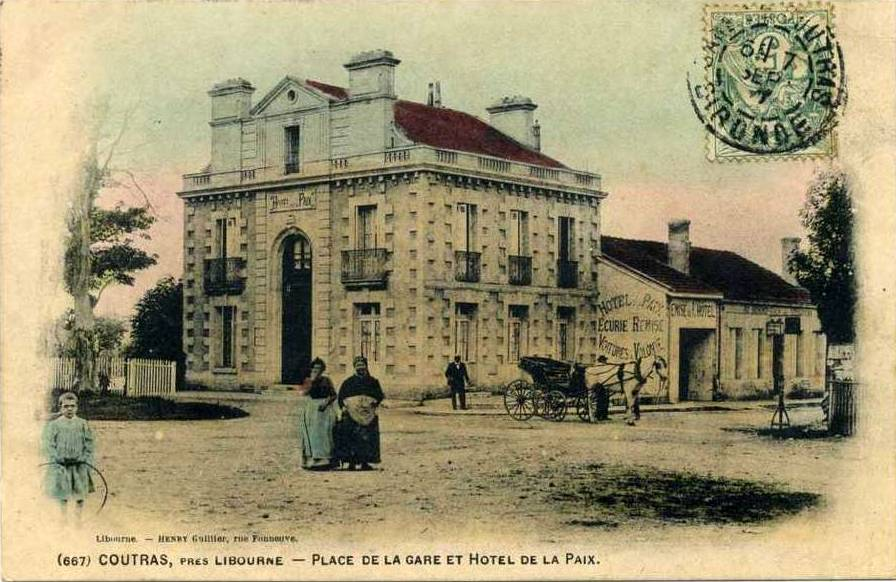